# Knivskjellodden

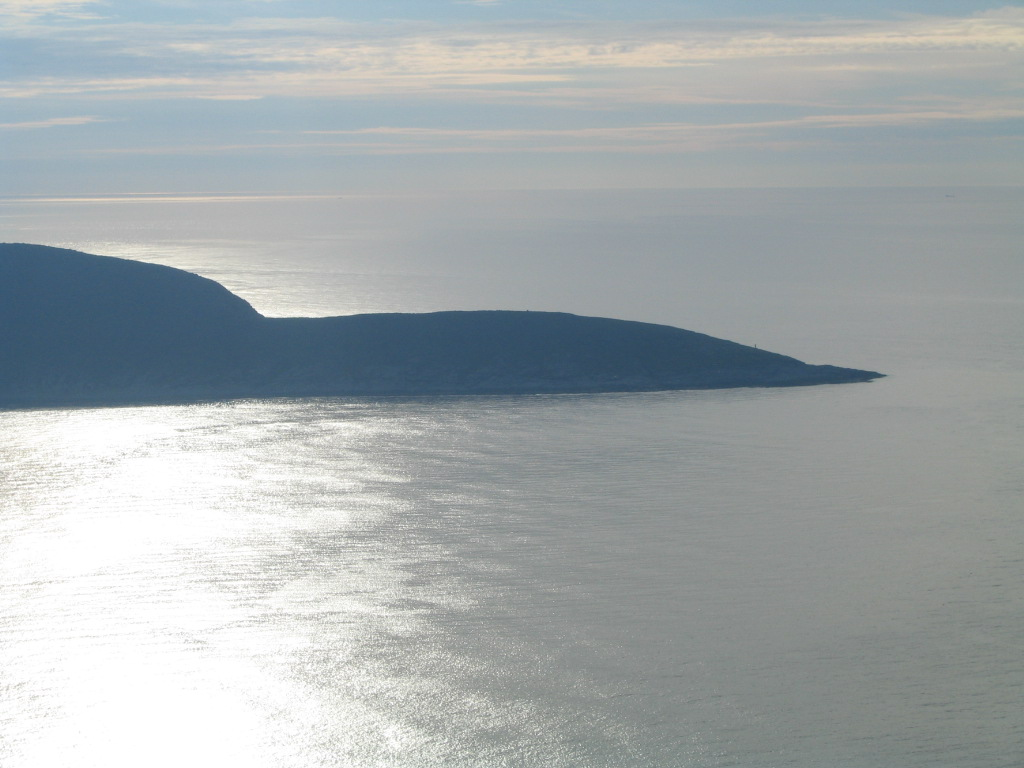
A Knivskjellodden az Északi-fokról nézve

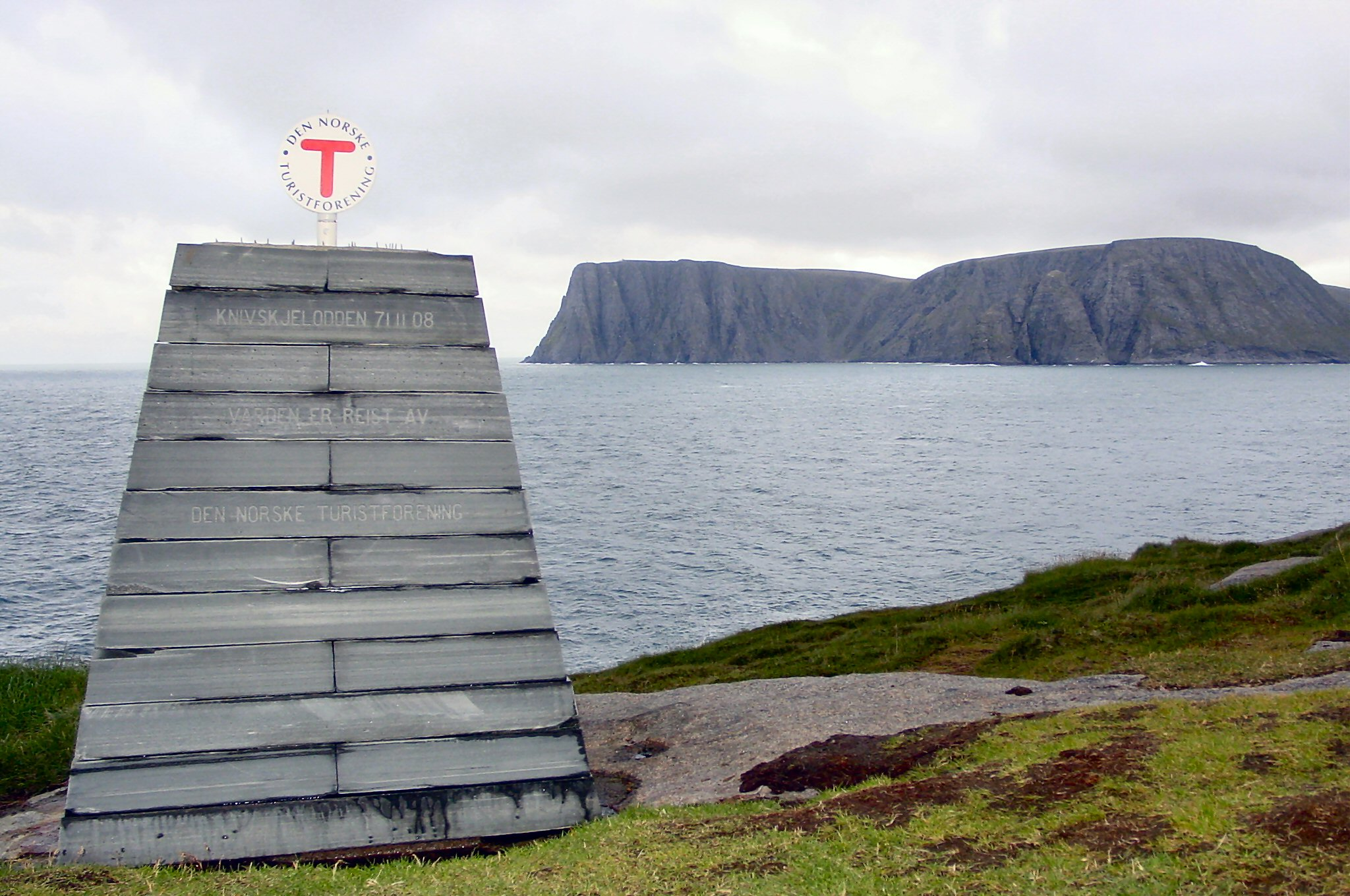
A legészakibb pontot jelző kőhalom. Háttérben az Északi-fok.

A Knivskjellodden a norvégiai Magerøya sziget legészakibb pontja, és néha egész Európa legészakibb pontjának tekintik. Az Északi-fok, amelyet általában a legészakibb pontnak tartanak, mintegy 1500 méterrel délebbre (és néhány kilométerrel keletebbre) fekszik. 
Az európai kontintens legészakibb pontja (mivel a fentiekkel ellentétben nem szigeten fekszik) a Nordkinn-fok. Koordinátái: 71°11′08.57″É, 25°40′30.80″K.
Közigazgatásilag Nordkapp község területéhez tartozik. Mivel az Északi-fokkal ellentétben lankásan ereszkedik a tengerbe, sokkal kevésbé látványos, és nehezbben is megközelíthető.

## Lásd még
- Északi-fok
- Nordkinn-fok

## Külső hivatkozások
- Europas nördlichster Punkt – Nordlandseite (német)
- Ytterpunkter for kongeriket Norge A Norvég Királyság szélsőséges pontjai (norvégul – bokmål)